# Fanning Manufacturing Company
Fanning Manufacturing Company war ein US-amerikanischer Hersteller von Automobilen. Eine andere Quelle verwendet die Firmierung The F. J. Fanning Manufacturing Company.

## Unternehmensgeschichte
Die Brüder Frank und John Fanning leiteten das Unternehmen, wobei Frank für die Geschäfte zuständig war und John für die Werkstatt. Der Sitz war in Chicago in Illinois. Sie begannen 1901 mit der Produktion von Automobilen. Der Markenname lautete Fanning. Mehrere Händler von der Ostküste der Vereinigten Staaten vertrieben die Fahrzeuge. Am 29. Mai 1903 zerstörte ein Feuer das Werk. Daraufhin endete die Produktion.

## Fahrzeuge
Ein Modell war ein Elektroauto. Ein Elektromotor mit 2 PS Leistung trieb es an. Die Reichweite war mit 96 km angegeben. Aufbau war ein offener Runabout. Der Neupreis betrug 750 US-Dollar.
Außerdem gab es Fahrzeuge mit einem Ottomotor. Der Zweizylindermotor war luftgekühlt und leistete 9 PS. Er trieb über eine Kette die Hinterachse an. Ein Holzrahmen, der mit Stahlrohren verstärkt war, stellte das Fahrgestell dar. Zur Wahl standen Runabout für 1250 Dollar und Tonneau für 1500 Dollar.